# Sasha Lane
Sasha Bianca Lane (ur. 29 września 1995 w Houston) – amerykańska aktorka, która wystąpiła m.in. w filmie American Honey, za rolę w którym dostała nagrodę BIFA.

## Filmografia

### Filmy
| Rok  | Tytuł                              | Rola           | Uwagi             |
| ---- | ---------------------------------- | -------------- | ----------------- |
| 2016 | American Honey                     | Star           |                   |
| 2017 | Born in the Maelstrom              | Rebecca        | krótkometr.       |
| 2018 | Złe wychowanie Cameron Post        | Jane Fonda     |                   |
| 2018 | Głośne bicie serc                  | Rose           |                   |
| 2018 | After Everything                   | Lindsay        | inny tyt. Shotgun |
| 2019 | Hellboy                            | Alice Monaghan |                   |
| 2019 | Daniel Isn't Real                  | Cassie         |                   |
| 2021 | If I Can't Have Love, I Want Power | The Seer       |                   |

### Seriale
| Rok  | Tytuł                      | Rola                     | Uwagi              |
| ---- | -------------------------- | ------------------------ | ------------------ |
| 2020 | Niesamowite historie       | Alia Jordan              | odc. Signs of Life |
| 2020 | Utopia                     | Jessica Hyde             | 8 odc.             |
| 2021 | Loki                       | Hunter C-20, członek TVA | 3 odc.             |
| 2022 | Conversations with Friends | Bobbi                    | w gł. obsadzie     |
|      | The Crowded Room           | Ariana                   | w produkcji        |